# جیا ژانبو
جیا ژانبو (چینی: 贾占波؛ زادهٔ ۱۵ مارس ۱۹۷۴) تیرانداز سابق اهل چین است.
وی در مسابقات کشوری و بین‌المللی در مجموع برندهٔ ۱ مدال طلا، ۱ مدال برنز شده‌است.